# Gai Servili Glàucia
Gai Servili Glàucia (llatí: Gaius Servilius Glaucia) va ser un magistrat romà del segle i aC. Formava part de la gens Servília, d'origen patrici.
Va ser pretor l'any 100 aC, i va cooperar amb Gai Mari, que aquell any era cònsol per sisena vegada, i amb Luci Apuleu Saturní, que va ser elegit aquell any tribú de la plebs gràcies a Glàucia, que va mantenir convocats els comicis en lloc i temps irregulars. Al final de l'any va ser candidat al consolat pel 199 aC tot i que per llei hi havia d'haver un interval d'almenys dos anys entre un càrrec i l'altre.
Glàucia va ser l'únic pretor que va fugir amb Saturní cap al Capitoli i quan van ser obligats a rendir-se per manca d'aigua, van morir junts, diu Ciceró. Encara que Glàucia no estava inclòs en el decret del senat que condemnava a mort a Saturní i els seus col·laboradors, Mari el va fer executar per la seva pròpia autoritat.
Ciceró el compara amb el demagog atenès Hipèrbol, i diu que era el pitjor dels homes. Però admet que era eloqüent, agut i enginyós.
Servili Glàucia va fer aprovar una llei de repetundis (extorsió), que coneixem com a Lex Glaucia.